# Yukigassen
Yukigassen (雪合戦) é a competição de guerra de bolas de neve que ocorre anualmente, principalmente no Japão.
Os campeonatos ocorrem nas cidades de Sobetsu e Hocaido no Japão, Kemijärvi na Finlândia, Vardø na Noruega, Mount Buller (Victoria), na Austrália, Lula na Suécia, em Anchorage, no Alasca, e Jasper (Alberta) e Saskatoon (Saskatchewan) no Canadá.
A palavra Yukigassen consiste na junção das palavras japonesas yuki (neve) e kassen (batalha). Logo, Yukigassen significa guerra de neve.